# Dictionnaire des Antiquités grecques et romaines
Pour les articles homonymes, voir Daremberg.

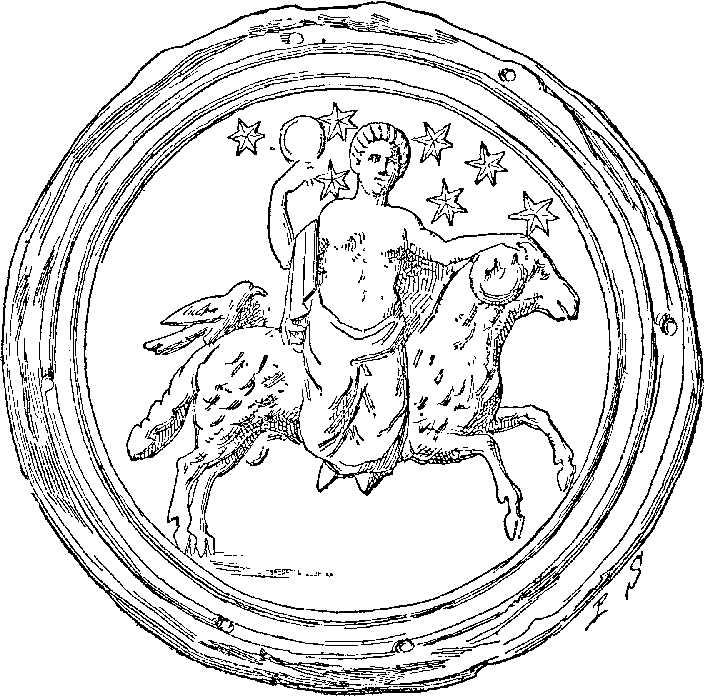
Aphrodite Pandemos sur un bouc.

Le Dictionnaire des Antiquités grecques et romaines de Charles Victor Daremberg et Edmond Saglio est un dictionnaire français paru en 10 volumes entre 1877 et 1919 chez Hachette. 
Son titre complet est Dictionnaire des antiquités grecques et romaines d'après les textes et les monuments contenant l'explication des termes qui se rapportent aux mœurs, aux institutions, à la religion, aux arts, aux sciences, au costume, au mobilier, à la guerre, à la marine, aux métiers, au monnaies, poids et mesures, etc. et en général à la vie publique et privée des anciens. Son objectif est de concurrencer les Altertumswissenschaften des universités allemandes qui sont les maîtres incontestés du domaine dès les années 1810.

## Un ouvrage monumental
Firmin Didot avait ouvert la voie en France en publiant en 1859 le Dictionnaire des Antiquités romaines et grecques de 715 pages, traduction de l'original paru à Londres en 1849, le Illustrated companion to the Latin dictionnary and Greek lexikon : forming a glossary of all the words representing visible objects connected with the arts and every-day life of the Greeks and Romans. Il était illustré de 2 000 gravures, reproductions détaillées de monuments, auxquelles les auteurs accordaient un important rôle de complément documentaire.

### Élaboration
En 1855, Daremberg et Louis Hachette convinrent de publier un dictionnaire similaire sous sa direction, mais par manque de disponibilité de Daremberg, la rédaction resta à l’état de projet pendant dix ans. En 1865, Daremberg fit appel à Saglio comme co-directeur de la publication et envisagea un ouvrage étendu sur plusieurs volumes, tout en réduisant son ambition par l’exclusion des antiquités orientales et médiévales.
Saglio s’entoura d’une équipe de spécialistes et rédigea lui-même plus de six cents articles. Seul directeur après la mort de Daremberg en 1872, il s’associa à l’helléniste Edmond Pottier en 1884 pour poursuivre l’ouvrage, puis, après sa mort en 1911, son gendre Georges Lafaye lui succéda,.
La parution en 52 fascicules s'étala de 1873 à 1917, et en 10 volumes de 1877 à 1919, où l'illustration par 7 608 gravures tenait par son évidence visuelle une fonction pédagogique déterminante. La rédaction s’appuie aussi sur de nombreuses notes et références justificatives aux auteurs antiques et contemporains, avec un souci de rigueur absente de nombreux dictionnaires de cette époque. Enfin un volume complémentaire contient un Index analytique par matière, facilitant les recherches.
- tome 1, 1re partie (A-B), 1877 (lire en ligne)
- tome 1, 2e partie (C), 1887 (lire en ligne)
- tome 2, 1re partie (D-E), 1892 (lire en ligne)
- tome 2, 2e partie (F-G), 1896 (lire en ligne)
- tome 3, 1re partie (H-I-J-K), 1900 (lire en ligne)
- tome 3, 2e partie (L-M), 1904 (lire en ligne)
- tome 4, 1re partie (N-Q) (lire en ligne)
- tome 4, 2e partie (R-S) (lire en ligne)
- tome 5, (T-Z), 1892 (lire en ligne)
- Tables, 1919 : Table analytique des matières, Table des renvois aux articles, Table des mots grecs, Table des mots latins et des mots grecs en caractères latins (lire en ligne)

### Postérité
Le Dictionnaire des Antiquités grecques et romaines a été mis en ligne au début des années 2000 par l'Université Toulouse II-Le Mirail, au format texte et en libre accès. Selon Élisabeth Deniaux, cet ouvrage a vieilli sur beaucoup de points, mais il rend encore de grands services documentaires par les références qu'il contient. Par contre, pour François Lissarrague, les illustrations, présentées sans les rattacher à leur contexte historique, géographique et muséographique, ont l'inconvénient de proposer un savoir iconographique parfois erroné dans sa reproduction, et souvent dépassé.
Si on peut considérer chaque article du Dictionnaire des Antiquités grecques et romaines comme une source intéressante, notamment du fait de la grande maîtrise des sources textuelles par leur(s) auteur(s), leur contenu doit être critiqué en raison des découvertes archéologiques postérieures, notamment dans le domaine de l'épigraphie ou de la numismatique. Par ailleurs, les problématiques se sont renouvelées profondément grâce aux apports de la sociologie et de l'anthropologie, dont les spécialistes de l'antiquité ont intégré depuis les méthodes.
Cet ouvrage possède néanmoins une incontestable valeur patrimoniale, et doit être mis en regard de tous les autres grands Dictionnaires de l'antiquité qui paraissent en Europe au même moment.

## Autres grands ouvrages sur l'Antiquité
Les Allemands, dès 1894, font paraître une monumentale encyclopédie comprenant aujourd'hui plus de cent volumes : la Realencyclopädie der classischen Altertumswissenschaft. En Italie paraît, à partir de 1886 le Dizionario epigrafico di antichità romane, d'Ettore De Ruggiero (it), traitant l'épigraphie antique, la numismatique et la papyrologie. Les Anglo-saxons, dans le même temps, font paraître plusieurs dictionnaires sur le même thème de l'antiquité classique, dont A Dictionary of Greek and Roman Antiquities.